# Liberale Vereinigung
Liberale Vereinigung var en sammanslutning av medlemmar ur Tyska nationalliberala partiet kallade "sezessionsistern" som 1880 bröt sig partiet och 1884 tillsammans med Deutsche Fortschrittspartei deltog i bildandet av Deutsche Freisinnige Partei.